# Plumville
Plumville är en kommun av typen borough i Indiana County i Pennsylvania. Vid 2010 års folkräkning hade Plumville 307 invånare.